# Struktury poziome
Struktury poziome – nieformalny oddolny ruch reformatorski w Polskiej Zjednoczonej Partii Robotniczej o orientacji eurokomunistycznej, powstały po sierpniu 1980. Nazwa nawiązuje do idei działania ruchu, tworzącego porozumienia bezpośrednio między niższymi szczeblami organizacji partyjnych, z pominięciem obowiązującej w PZPR hierarchii. Pod względem politycznym struktury poziome skłaniały się do porozumienia z „Solidarnością”. Do czołowych przywódców ruchu należał Zbigniew Iwanów z Torunia. Za ideologa struktur poziomych uchodził Stefan Bratkowski, a w kierownictwie PZPR za protektora ruchu uważany był Andrzej Werblan. Po IX Nadzwyczajnym Zjeździe PZPR w lipcu 1981 ruch stracił na znaczeniu.